# Alucita postfasciata
Alucita postfasciata är en fjärilsart som beskrevs av Fletcher 1910. Alucita postfasciata ingår i släktet Alucita och familjen mångfliksmott, (Alucitidae). Inga underarter finns listade i Catalogue of Life.